# Henry Markó
Henry Markó (Firenze, 1855 – Lavagna, 1921) è stato un pittore italiano.

## Notizie biografiche
Henry Markó nacque e visse in Italia, ma la sua famiglia era di origini austro-ungariche. Era infatti il nipote di Károly Markó (noto anche come Carlo il Vecchio) che era nato a Leütschau in Ungheria nel 1791. Károly Markó il Vecchio era figlio di un ingegnere ed era stato avviato dalla famiglia alla stessa carriera del padre frequentando la Regia Università di Pest. Qui iniziò anche a praticare questa attività, ma contemporaneamente da pittore autodidatta era diventato un artista apprezzato quindi si spostò da Budapest, dove era nato nel 1822 il suo primogenito Karl (o Károly) o Carlo il Giovane), e andò a Vienna così da poter frequentare la locale Accademia di Belle Arti, e lì nel 1826 venne alla luce il secondogenito Andrea (o András). Più tardi, nel 1831 a Kismárton (l'attuale Eisenstadt), nacque Katalin e poi l'anno successivo sempre a Kismárton nacque anche Ferenc (Francesco). In seguito, dopo il 1832, la famiglia si trasferì in Italia, prima a Roma e a Pisa, poi dal 1840 a Firenze. Anche qui Károly Markó riscosse subito un buon successo tanto da aprire una scuola privata di pittura di paesaggio, ed essere nel 1843 tra i fondatori della Società Promotrice fiorentina delle Belle Arti, alle quali poi parteciperà regolarmente. Nel 1846 acquista la villa medicea di Lappeggi sulle colline di Firenze, dove porrà la sede della sua Scuola e dove risiederà fino alla morte nel 1860.
Quando ormai la famiglia abitava stabilmente a Firenze dal secondogenito András Markó nasce nel 1855 Henry, che quindi rappresenta la terza generazione dei pittori Márkó.

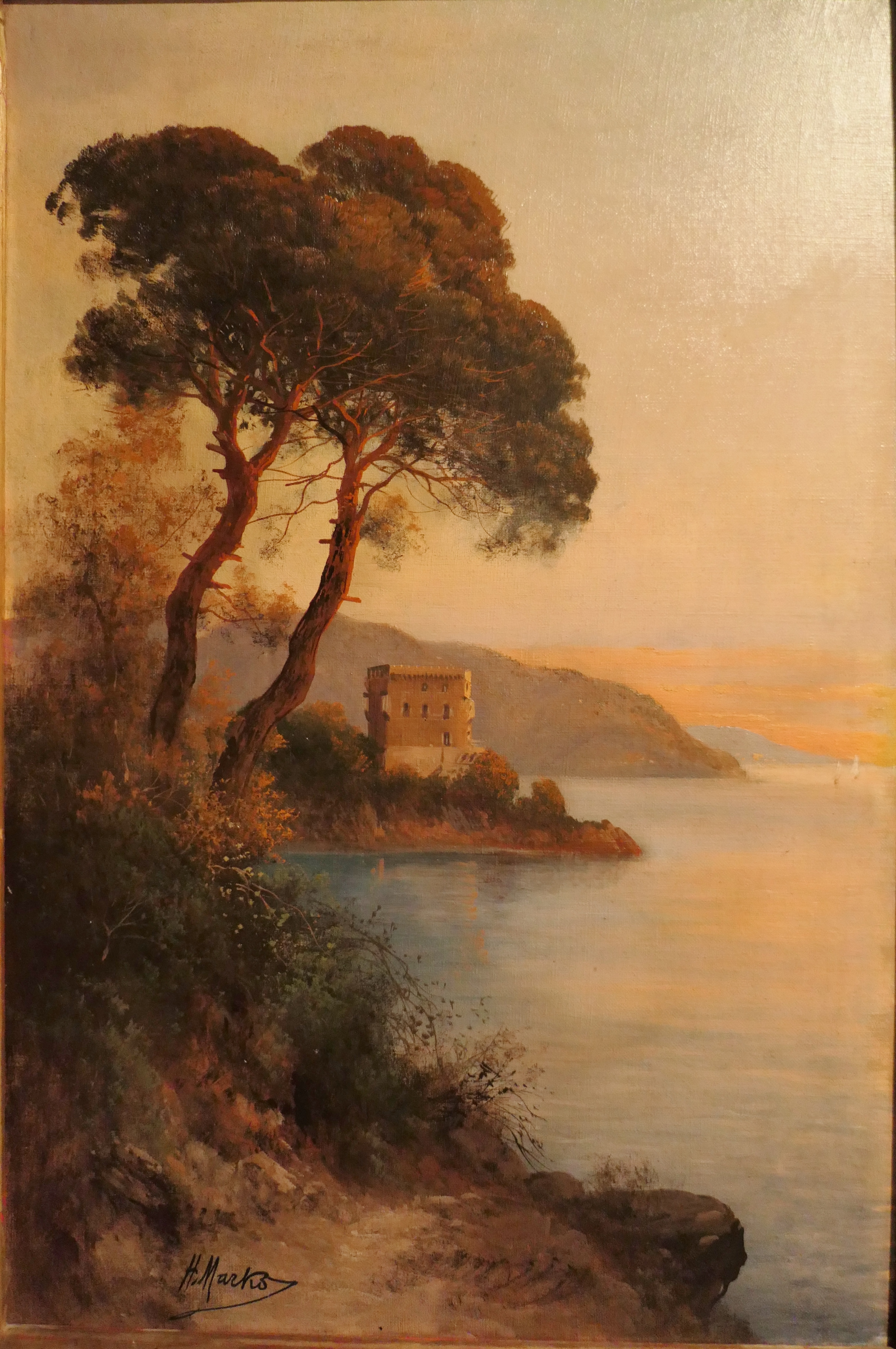
Tramonto sulla costa ligure.

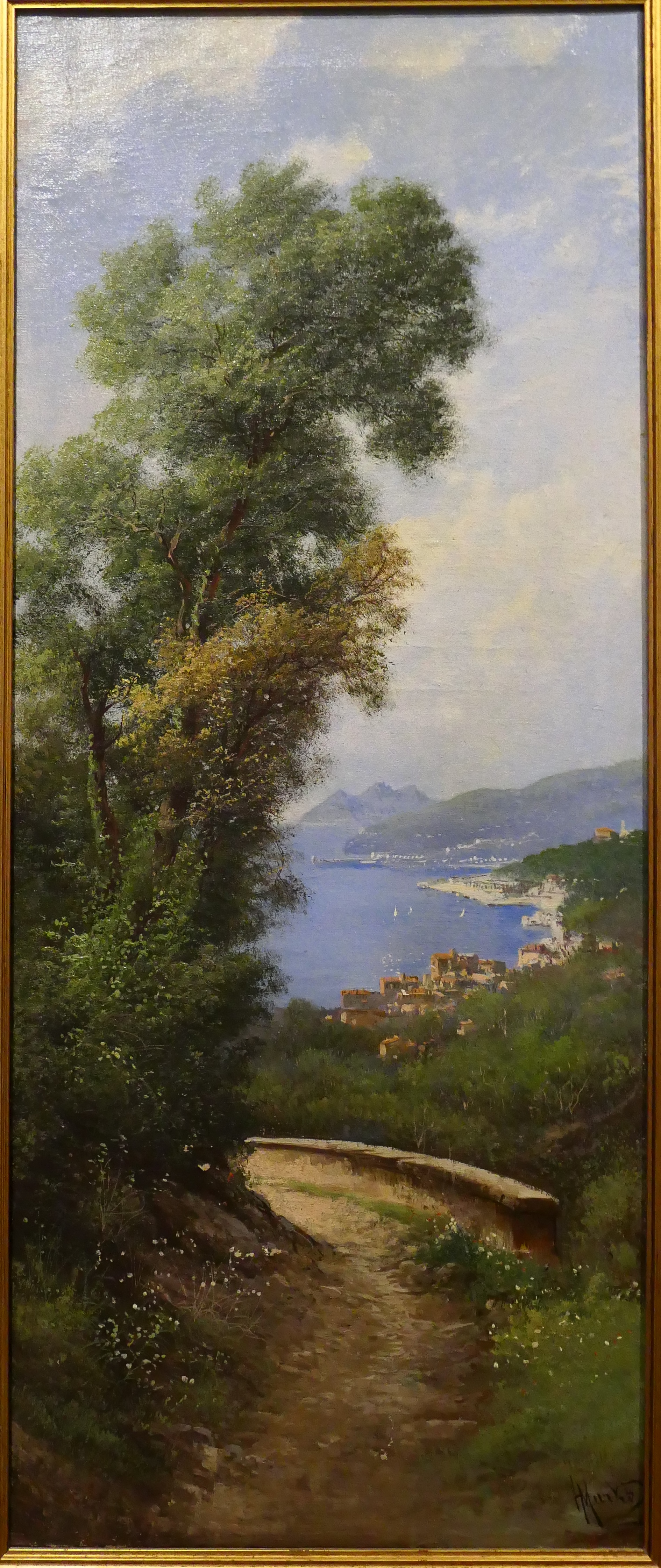
La costa ligure vista dalle alture.

Henry Markó fu anch'egli un pittore paesaggista di gusto tardo ottocentesco, come del resto era nello stile pittorico della Scuola di famiglia i cui componenti gli erano anche stati maestri, ma lo fu con una sensibilità e un impianto scenografico della rappresentazione del tutto particolari, con una esecuzione minuziosa specie degli alberi e dei pini e delle rocce, mentre i personaggi sono in lontananza o del tutto assenti, come ad esempio nei suoi dipinti La costa ligure vista dalle alture oppure Tramonto sulla costa ligure dove raffigura un torrione sulla costa tra Lavagna e Cavi. Nel suo percorso pittorico egli dipinge in una prima fase soprattutto scorci e vedute di città come Roma, Firenze (per esempio il dipinto del 1885, quando aveva trent'anni, La torre del Maglio, ora al Museo Topografico di Firenze), e Genova, che sono tante "cartoline della sua amatissima Italia", ma in seguito molto più spesso dipingerà invece marine o paesaggi boschivi. Infatti Henry Markó trascorre la prima parte della sua vita a Firenze, ma poi nella maturità si trasferisce stabilmente in Liguria, a Lavagna, dove stringe anche amicizia con un altro pittore, Antonio Discovolo, che risiedeva a Bonassola, distante pochi chilometri, senza peraltro essere da questi influenzato. Da allora il paesaggio ligure diventa il soggetto principale dei suoi quadri: limpide vedute della costa o dell'entroterra boscoso e silente, raramente animate, restando sempre attento nella resa dei particolari. In questi casi la sua pittura diventa contemplativa, quasi spirituale. Vittorio Sgarbi cita al proposito l'aforisma di Arturo Graf: "Le grandi elevazioni dell'animo non sono possibili se non nella solitudine e nel silenzio" e definisce la sua una pittura "pascoliana".
Henry Markó fu spesso presente alle Promotrici di Genova e di Firenze: nel Catalogo della Società Promotrice di Belle Arti in Genova figura ininterrottamente dal 1872 (XXL Edizione) al 1877 (XXVI Edizione), e poi è presente nel Catalogo della Esposizione Solenne della Società d'Incoraggiamento alle Belle Arti in Firenze del 1875.
Henry Markó si spegne a Lavagna nel 1921.